# Compromiso por Galicia
 (août 2024).
La mise en forme du texte ne suit pas les recommandations de Wikipédia : il faut le « wikifier ».
Les points d'amélioration suivants sont les cas les plus fréquents :
- Les titres sont pré-formatés par le logiciel. Ils ne sont ni en capitales, ni en gras.
- Le texte ne doit pas être écrit en capitales (les noms de famille non plus), ni en gras, ni en italique, ni en « petit »…
- Le gras n'est utilisé que pour surligner le titre de l'article dans l'introduction, une seule fois.
- L'italique est rarement utilisé : mots en langue étrangère, titres d'œuvres, noms de bateaux, etc.
- Les citations ne sont pas en italique mais en corps de texte normal. Elles sont entourées par des guillemets français : « et ».
- Les listes à puces sont à éviter, des paragraphes rédigés étant largement préférés. Les tableaux sont à réserver à la présentation de données structurées (résultats, etc.).
- Les appels de note de bas de page (petits chiffres en exposant, introduits par l'outil «  Source ») sont à placer entre la fin de phrase et le point final[comme ça].
- Les liens internes (vers d'autres articles de Wikipédia) sont à choisir avec parcimonie. Créez des liens vers des articles approfondissant le sujet. Les termes génériques sans rapport avec le sujet sont à éviter, ainsi que les répétitions de liens vers un même terme.
- Les liens externes sont à placer uniquement dans une section « Liens externes », à la fin de l'article. Ces liens sont à choisir avec parcimonie suivant les règles définies. Si un lien sert de source à l'article, son insertion dans le texte est à faire par les notes de bas de page.
- La présentation des références doit suivre les conventions bibliographiques. Il est recommandé d'utiliser les modèles {{Ouvrage}}, {{Chapitre}}, {{Article}}, {{Lien web}} et/ou {{Bibliographie}}. Le mode d'édition visuel peut mettre en forme automatiquement les références.
- Insérer une infobox (cadre d'informations à droite) n'est pas obligatoire pour parachever la mise en page.

Pour une aide détaillée, merci de consulter Aide:Wikification.
Si vous pensez que ces points ont été résolus, vous pouvez retirer ce bandeau et améliorer la mise en forme d'un autre article.

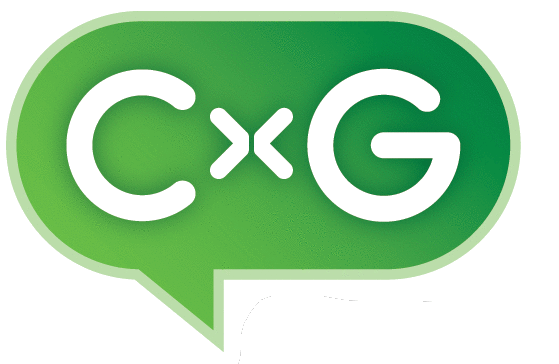
Logo de Compromiso por Galicia

Compromiso por Galicia (CxG), signifiant Engagement pour la Galice (CxG) est un parti politique espagnol basé en Galice qui se définit comme galicien, progressiste et pro-européen.
Depuis le Conseil de Paris de 2019 au cours duquel elle a signé son adhésion, elle est membre à part entière du Parti démocrate européen.
L'adhésion a été marquée par un discours en langue galicienne dans lequel ont été soulignés le caractère central de la Galice en Europe et son rôle de connexion atlantique et les Caminos de Santiago comme l'un des piliers de la construction européenne.

## Idéologie
Parmi ses propositions figurent la réforme de la loi électorale galicienne pour la création d'une circonscription unique pour toutes les élections à un niveau supérieur au niveau local et la mise en œuvre de listes ouvertes, ainsi que l'amélioration de la transparence publique, en encourageant la participation citoyenne à travers des initiatives populaires. élections législatives et la régulation du financement des partis politiques et de leurs campagnes électorales.
Il considère la Galice comme un « pays sur le plan social et culturel » et affirme qu'avec l'autonomie, il est encore possible de « conquérir les pouvoirs maximaux » ; Son objectif immédiat est donc de parvenir à un nouveau statut d’autonomie. De même, il promeut également un modèle de développement économique durable, respectueux de l’environnement et encourageant l’innovation. Il défend une Espagne républicaine et plurinationale.
De même, la formation tente de jouer le rôle le plus centriste au sein du galicianisme organisé, en renforçant ses liens avec le Parti nationaliste basque et d'autres formations nationalistes et centristes telles que la Coalition canarienne.

## Histoire
Le 16 décembre 2012, le Compromiso por Galicia a été créé en tant que parti politique, dissolvant les initiales des partis qui composaient la coalition, et il n'y avait désormais qu'un militantisme individuel. Lors du congrès constitutif, Xoán Bascuas a été élu secrétaire général à l'unanimité. Les membres de son premier Conseil politique national ont été choisis au suffrage direct sur des listes ouvertes. Les réunions et négociations qui ont conduit à cette première Assemblée Constituante du parti ont eu lieu auparavant entre différentes organisations de nature centrale galicienne et une partie des affiliés qui ont soutenu ou intégré l'une des candidatures de la dernière assemblée nationale du BNG, qui s'est déroulée comme décrit. ci-dessous en détail.

### Antécédents
Le 26 janvier 2012 s'est tenue la XIIIe Assemblée nationale du Bloc nationaliste galicien (BNG), au cours de laquelle ont été élus la direction ainsi que son porte-parole national et son candidat au gouvernement de Galice, malgré une profonde division interne au sein du parti. Trois listes ont été présentées : Alternativa pola Unidade (ApU), avec le soutien de l'Unión do Povo Galego et avec Guillerme Vázquez comme porte-parole et Francisco Jorquera comme candidat ; une autre liste dirigée par Máis Galiza et Donde Irmandiño (+G-EI), avec le soutien du Colectivo Socialista, Partido Nacionalista Galego-Partido Galeguista, Esquerda Nacionalista, Inzar, Unidade Galega et Espazo Socialista Galego, avec Xosé Manuel Beiras comme porte-parole et Carlos Aymerich comme candidat ; et une liste du Mouvement galicien ao Socialismo, dirigé par Rafael Vilar.
Finalement, Guillerme Vázquez a été réélu porte-parole national avec 2.123 voix contre 1.823 obtenues par Xosé Manuel Beiras ; et Francisco Jorquera, candidat à la présidence de la Junte de Galice avec 2.338 (53%) contre les 2.043 voix (46%) obtenues par Carlos Aymerich. L'exécutif du parti a été formé avec 7 membres de l'ApU, 7 du +G-EI et 1 du MGS ; De même, le vote du Conseil national a donné 2 164 soutiens (48 %) pour ApU, 2 026 (45 %) pour +G-EI et 248 (5 %) pour MGS.
Après cette assemblée, en raison de tensions internes et idéologiques, des partis comme Donde Irmandiño et Esquerda Nacionalista ont décidé de quitter le BNG. De même, le courant Máis Galiza, la deuxième force la plus votée après l'Unión do Povo Galego, et le Parti nationaliste galicien-Partido Galeguista13 ont annoncé leurs propres assemblées pour décider de leur continuité.
Un peu plus tard, Máis Galiza a décidé en assemblée, avec 69% des voix pour, de devenir un parti politique et de quitter le BNG. Xoán Bascuas a été élu secrétaire général de la formation et de nouveaux statuts et un document politique ont été approuvés. Cependant, son jusqu'alors leader Carlos Aymerich s'est opposé à la scission et a annoncé sa continuité au sein du BNG, ainsi qu'environ 29% de l'assemblée en sa faveur, parmi lesquels des dirigeants historiques du nationalisme galicien comme l'ancien leader d'Unidade Galega ou encore Camilo Nogueira Román.
De même, le 18 mars 2012, le Parti nationaliste galicien-Partido Galeguista (PNG-PG) a également décidé en assemblée de quitter le BNG. De son côté, Esquerda Nacionalista, formation récemment séparée du BNG, a annoncé qu'il avait laissé ses initiales dans un "état dormant" pour collaborer pleinement au nouveau projet politique dirigé par Máis Galiza.

### Constitution
Peu de temps après, Máis Galiza a commencé à établir des contacts avec d'autres forces nationalistes telles que le Fondo Irmandiño et l'Espazo Ecosocialista Galego en vue de former une nouvelle alternative nationaliste galicienne de référence au Bloc nationaliste galicien. Enfin, en mai 2012, la création du Compromiso por a été annoncée Galice, avec la confluence de Máis Galiza, Ecogaleguistas et Acción Galega. Le Parti nationaliste galicien-Partido Galeguista (PNG-PG) et l'historique Coalition galicienne (CG) ont également rejoint le projet, leurs dirigeants ayant assisté aux événements de la nouvelle organisation. Le 21 juin 2012, l'incorporation à Engagement pour la Galice d'un secteur du collectif Unidade da Esquerda Galega, groupe scindé du PSdG-PSOE et en septembre celui de l'ancien député du PSG Miguel Barros.
Fondé Irmandiño, une organisation également séparée du BNG et dirigée par Dans les assemblées convoquées par Foundo Irmandiño, auxquelles la libre participation était autorisée, il y avait quelques tensions avec les militants du Frente Popular Galega (FPG) et de Causa Galiza, des organisations au profil plus gauchiste et indépendantiste. Ce processus a abouti à la création d'un projet différencié d'Engagement pour la Galice, Anova-Irmandade Nacionalista.

## Participation électorale
Aux élections parlementaires de Galice en octobre 2012, après plusieurs mois d’incertitude à ce sujet, le Compromiso por Galicia s’est finalement présenté seul, bien qu’il ait annoncé qu’il se présenterait dans une « coalition technique » avec Anova-Irmandade Nacionalista, Esquerda Unida et Equo. De son côté, Espazo Ecosocialista Galego a quitté la formation en septembre 2012 pour rejoindre la coalition des partis précédents, Alternativa Galega de Esquerda. Après les élections, au cours desquelles Compromiso por Galicia a obtenu 14 459 voix (1,01% ), Terra Galega, qui l'avait rejoint en août, a quitté la formation, faisant allusion au fait qu'il préférait former son propre parti galicien de centre.
Aux élections au Parlement européen de 2014, le parti est en compétition avec Convergència i Unió, le Parti nationaliste basque et la Coalition canarienne dans la Coalition pour l'Europe. Paulo Carlos López est tête de liste CxG dans la candidature,33 occupant la sixième place. lieu.position.
Aux élections générales de 2015 et 2016 en Espagne, Compromiso por Galicia s'est présenté au sein de Nós-Candidatura Galega avec le Bloc nationaliste galicien, le Fronte Obreira Galega, le Partido Comunista do Povo Galego et le Partido Galeguista.
Pour les élections européennes de 2019, il est présenté au sein de la Coalition pour une Europe solidaire, qui comprend le Parti nationaliste basque (PNV), la Coalition canarienne, Proposta per les Illes (PI) et Demòcrates Valencians (DV).
Aux élections de 2020 au Parlement de Galice, ils sont présentés sous la candidature Marea Galeguista composée du Compromiso por Galicia, du Partido Galeguista Democrata et d'En Marea. Son candidat à la présidence de la Junta de Galicia était Pancho Casal.
En janvier 2024, le parti a annoncé qu'il rejoindrait la coalition électorale Espazo Común Galeguista afin de participer aux élections au Parlement de Galice en 2024.

## Membre du Parti Démocrate Européen37
Depuis la célébration du IIe Congrès national en janvier 2017, Juan Carlos Piñeiro est élu secrétaire général et des changements se produisent dans la direction du parti qui mèneront finalement au IIIe Congrès national en septembre 2019 où il est réélu. Lors de ce même Troisième Congrès National, on approuve la résolution demandant formellement de faire partie de la famille du Parti Démocrate Européen.
Pour la première fois, un parti politique exclusivement galicien fait partie de la structure d'un parti européen. Une entrée qui s'est forgée avec une série d'invitations aux congrès européens du PDE-EDP auxquels ont participé le secrétaire général, Juan Carlos Piñeiro et le secrétaire de l'Organisation, Daniel Lago, assistant aux congrès de Bilbao et de Ljubljana. Également dans ce Cette même année, il collabore à la présentation à Lugo du « Manifeste » pour un renouveau de l'Union européenne.40 Enfin, lors du Congrès de Paris en novembre 2019, il devient membre à part entière du PDE-EDP.

## Recompositions
Máis Galiza, parti nationaliste d'idéologie sociale-démocrate, est issu d'un ancien courant interne du BNG créé en 2009. Le 11 mars 2012, il a décidé en assemblée de devenir un parti politique et s'est séparé du Bloc, pour des raisons idéologiques. et des différences organisationnelles avec la candidature promue par l'Unión do Povo Galego (UPG), vainqueur de la XIII Assemblée du BNG. Son secrétaire général est Xoán Bascuas, futur candidat CxG à la présidence.de la Junta de Galicia aux élections régionales d'octobre 2012.
Acción Galega, une organisation politique transversale du centre progressiste, dirigée par l'homme d'affaires Rafael Cuíña, ancien membre du Parti populaire de Galice. D'autres membres éminents de cette organisation sont l'ancien conseiller de la bipartite galicienne Teresa Táboas ou l'ancien sénateur du BNG Xose Manuel Pérez Bouza.
Espazo Ecosocialista Galego, également connu sous le nom d'Ecogaleguistas, est dirigé par Xoán Hermida et présente un profil plus écosocialiste. Cependant, en septembre 2012, il a quitté CxG pour rejoindre l'Alternativa Galega de Esquerda.
D'autres formations qui peuvent également être considérées comme intégrées au projet sont les suivantes :
- Parti Nationaliste Galicien-Parti Galeguista (PNG-PG),
- Gauche nationaliste,
- Espace Socialiste Galicien,
- un secteur de l'Unidade da Esquerda Galega,
- Parti Démocratique Galeguista (PGD),4344
- Unité Veciñal 26 avril, Carral,
- Parti Galeguista d'A Estrada,
- Alternative populaire galicienne (APGA, séparée du PPdG) et
- Coalition galicienne :
  - Secteurs du Parti Galeguista,
  - Secteurs UCD,
  - Parti Galicien Indépendant,
  - Centristes d’Orense.